# Prowincja Asz-Szalif
Prowincja Asz-Szalif (arab. ولاية الشلف, fr. Chlef) – jedna z 48 prowincji Algierii, znajdująca się w północnej części kraju.